# Calzada de Oropesa
Calzada de Oropesa település Spanyolországban, Toledo tartományban. Calzada de Oropesa Candeleda, Lagartera, Oropesa, Las Ventas de San Julián, Herreruela de Oropesa, Caleruela, El Gordo és Talayuela községekkel határos. Lakosainak száma 518 fő (2024).

## Népesség
A település népessége az utóbbi években az alábbiak szerint változott:
| Lakosok száma | 592  | 586  | 580  | 572  | 563  | 556  | 534  | 529  | 510  | 518  |
|               | 2001 | 2004 | 2007 | 2009 | 2012 | 2014 | 2017 | 2019 | 2022 | 2024 |